# Krzysztof Osuch (fizyk)
Krzysztof Stanisław Osuch (ur. 3 grudnia 1955 w Warszawie, zm. 7 listopada 2005 tamże) – polski doktor habilitowany nauk fizycznych, specjalista w dziedzinie fizyki ciała stałego. Pracownik naukowy Instytutu Matematyki i Fizyki na Wydziale Nauk Ścisłych i Przyrodniczych Uniwersytetu Przyrodniczo-Humanistycznego w Siedlcach oraz Instytutu Fizyki Uniwersytetu Południowej Afryki w Pretorii.

## Życiorys
Uczył się w VI Liceum Ogólnokształcącym im. Tadeusza Reytana w Warszawie, gdzie w 1974 zdał maturę. Absolwent Wydziału Fizyki Politechniki Warszawskiej (rocznik 1979), brał udział w wykładach na Uniwersytecie Kardynała Stefana Wyszyńskiego w Warszawie. W 1982 obronił doktorat, a następnie został powołany do wojska. W 1989 wyjechał do Południowej Afryki. Habilitował się w 1996 roku na macierzystej uczelni na podstawie rozprawy pt. Zmiany symetrii przy ciągłych i metamagnetycznych przemianach fazowych w dwuwymiarowych i dwuperiodycznych układach magnetycznych. 
7 listopada 2005 roku został zamordowany. Ciało Krzysztofa Osucha odnaleźli pracownicy grupy interwencyjnej służby ochrony jednej z rezydencji, znajdującej się ponad kilometr od miejsca zamieszkania naukowca. Początkowo sądzono, że został on zagryziony przez psa. W toku prowadzonego przez policję śledztwa ustalono, że Krzysztof Osuch został dotkliwie pobity i zastrzelony. Sprawę jego zabójstwa przedstawiono m.in. w programie Interwencja oraz w jednym z wydań Magazynu Kryminalnego 997. W 2011 śledztwo umorzono. 

## Życie prywatne
Syn Marii i Józefa. Mieszkał w domu przy ulicy Bruzdowej. Miał żonę i dwóch synów oraz siostrę Iwonę.